# 同盟航空111号班机空难
2012年6月2日，尼日利亚同盟航空111号班机在加纳首都阿克拉降落时冲出跑道，机上人员全部生还，但事故造成了地面12人死亡。

## 事故概要
111号班机是一架波音727-200型客机，事发时冲破了机场外的防护网，撞上一辆客车。尽管飞机上的4人全部生还，但客车上的10人和一名骑手及一名出租车乘客身亡。据报告，事发时当地天气恶劣，能见度低。根据航空安全网的统计，此事故是加纳历史上死亡人数最多的事故。
值得一提的是，本次事故中失事的客机在事发20年前执飞了泛美航空由巴巴多斯首都布里奇顿飞往美国佛罗里达州迈阿密的最后一班航班。